# AMAN
Direcția de Informații Militare a Forțelor de Apărare Israeliene, abreviată adesea AMAN (în ebraică אגף המודיעין‎‎, Agaf HaModiin) este unul dintre cele trei servicii de informații ale Israelului, alături de Șabak (mai cunoscut ca Șin Bet - serviciul de informații interne) și Mosad (serviciul de informații externe).
Aman a fost creat în 1950, când Departamentul de Informații s-a desprins din Statul Major General al IDF (Departamentul de servicii de informații în sine a fost format în mare parte din foști membri ai Serviciului de Informații Haganah). Aman este un serviciu independent, și nu o formă sau parte a Forțelor Terestre, a Marinei Militare sau a Forțelor Aeriene ale IDF.
Este una dintre principalele entități (și cea mai mare componentă) a serviciilor Israeliene de Informații, împreună cu Mossad și Shin Bet. În prezent este condusă de generalul-maior Tamir Heiman. Acesta include ramura de război cibernetică, Agenția de Securitate Națională din Israel și programul de pregătire specială Havatzalot. Unitatea forțelor speciale este Sayeret Matkal.

## Comandanții AMAN (între 1948-1950 Secția de Informații)
- 1948-1949 – Locotenent-colonel Isar Beeri
- 1949-1950 – Colonel Haim Herțog (președintele Israelului în perioada 1983-1993)
- 1950-1955 – Colonel Biniamin Gibli
- 1955-1959 – General-maior Iehoșafat Harkabi
- 1959-1962 – General-maior Haim Herțog
- 1962-1963 – General-maior Meir Amit (directorul Mosadului în perioada 1963-1968)
- 1964-1972 – General-maior Aharon Iariv
- 1972-1974 – General-maior Eli Zeira
- 1974-1978 – General-maior Șlomo Gazit
- 1979-1983 – General-maior Iehoșua Saghi
- 1983-1985 – General-maior Ehud Barak (șeful Marelui Stat Major din 1991, apoi prim-ministru)
- 1986-1991 – General-maior Amnon Lipkin-Șahak (ulterior șeful Marelui Stat Major)
- 1991-1995 – General-maior Uri Saghi [1]
- 1995-1998 – General-maior Moșe Iaalon {ulterior șeful Marelui Stat Major, apoi (din 2008) prim vice-prim-ministru}
- 1998-2002 – General-maior Amos Malka
- 2002-2006 – General-maior Aharon Zeevi-Farkaș
- 2006-2010 – General-maior Amos Iadlin
- 2010-2014 – General-maior Aviv Cohavi
- 2014-      General-maior Hertzi HaLevi

## Galerie foto

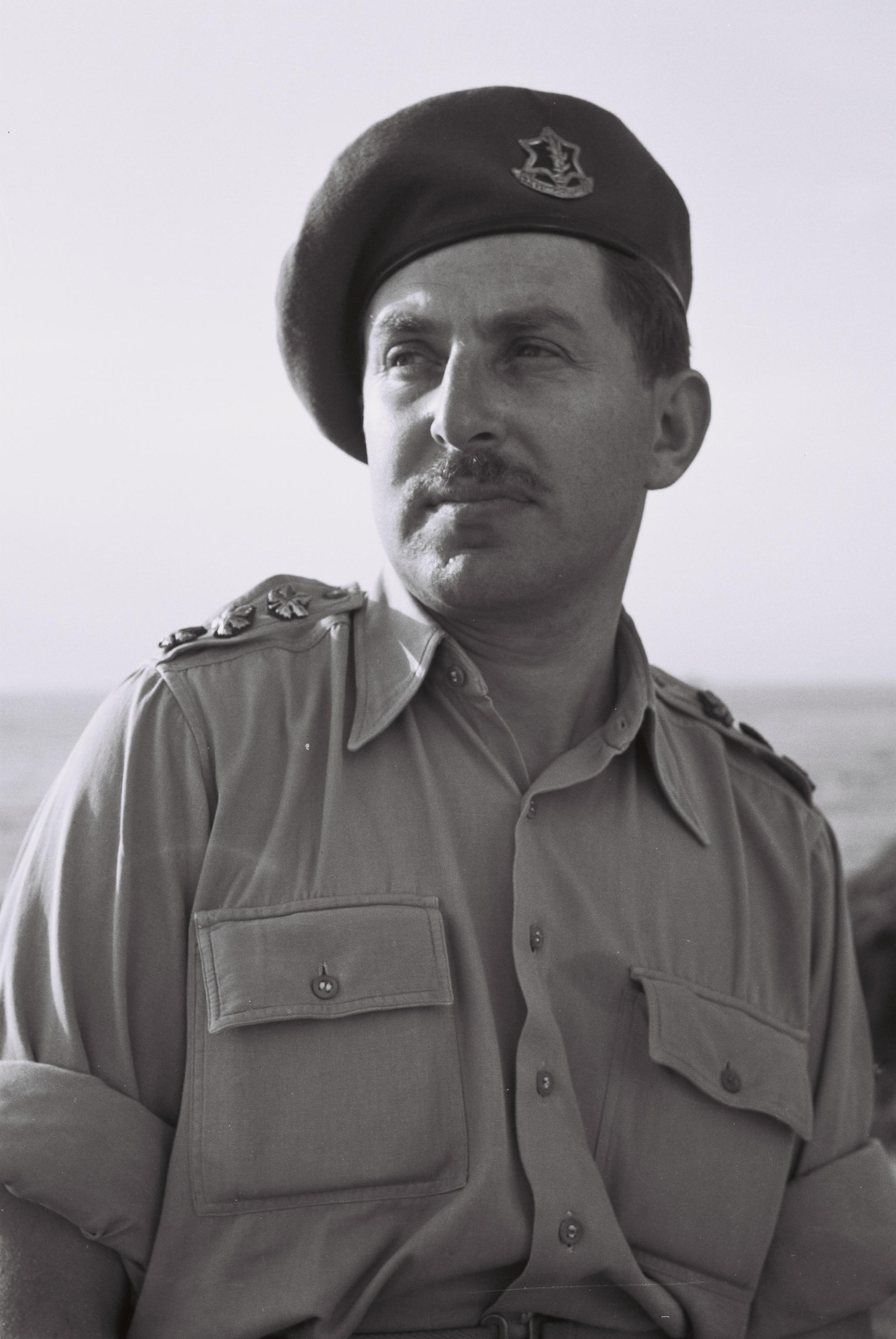
Președintele Israelului, Haim Herțog.
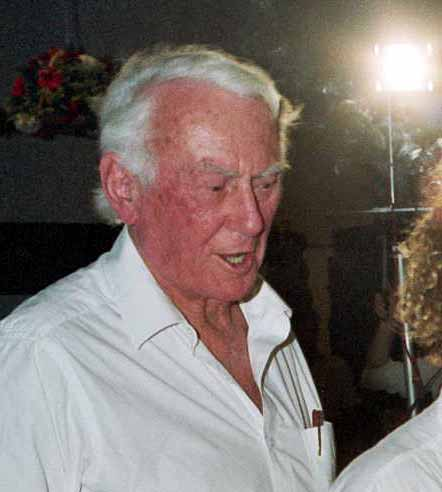
Colonelul Biniamin Gibli.
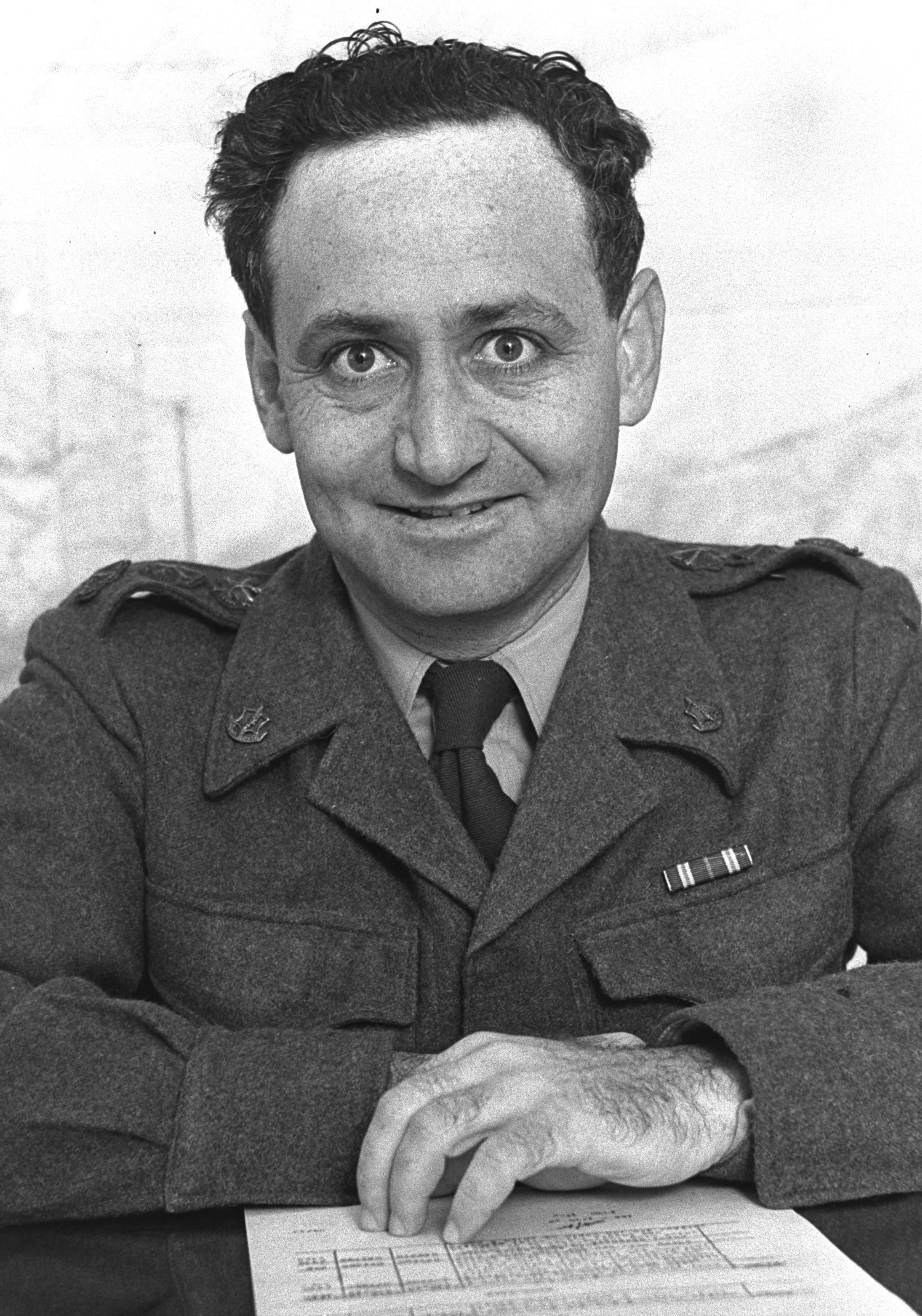
General-maior Iehoșafat Harkabi.
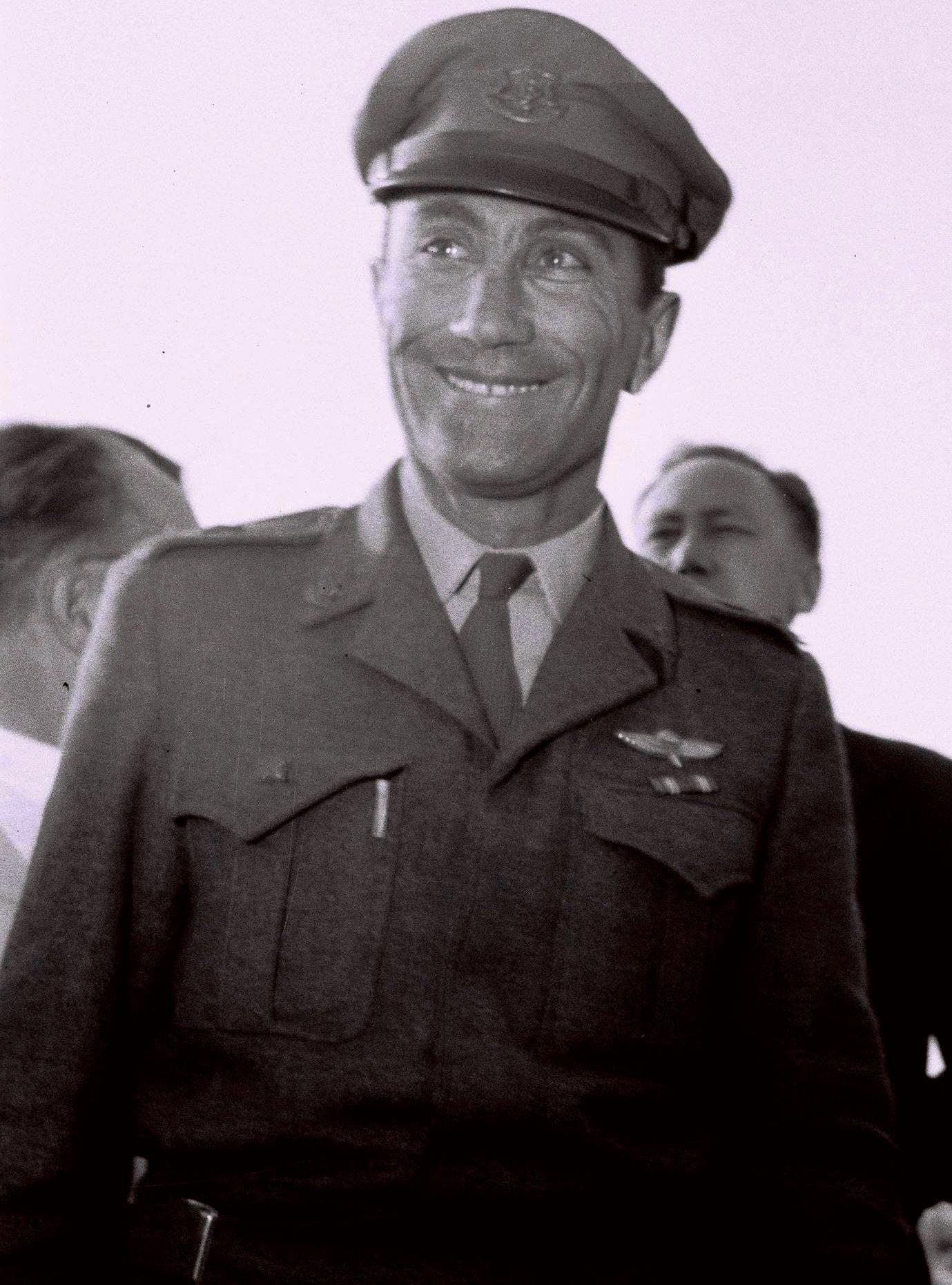
General-maior Meir Amit.
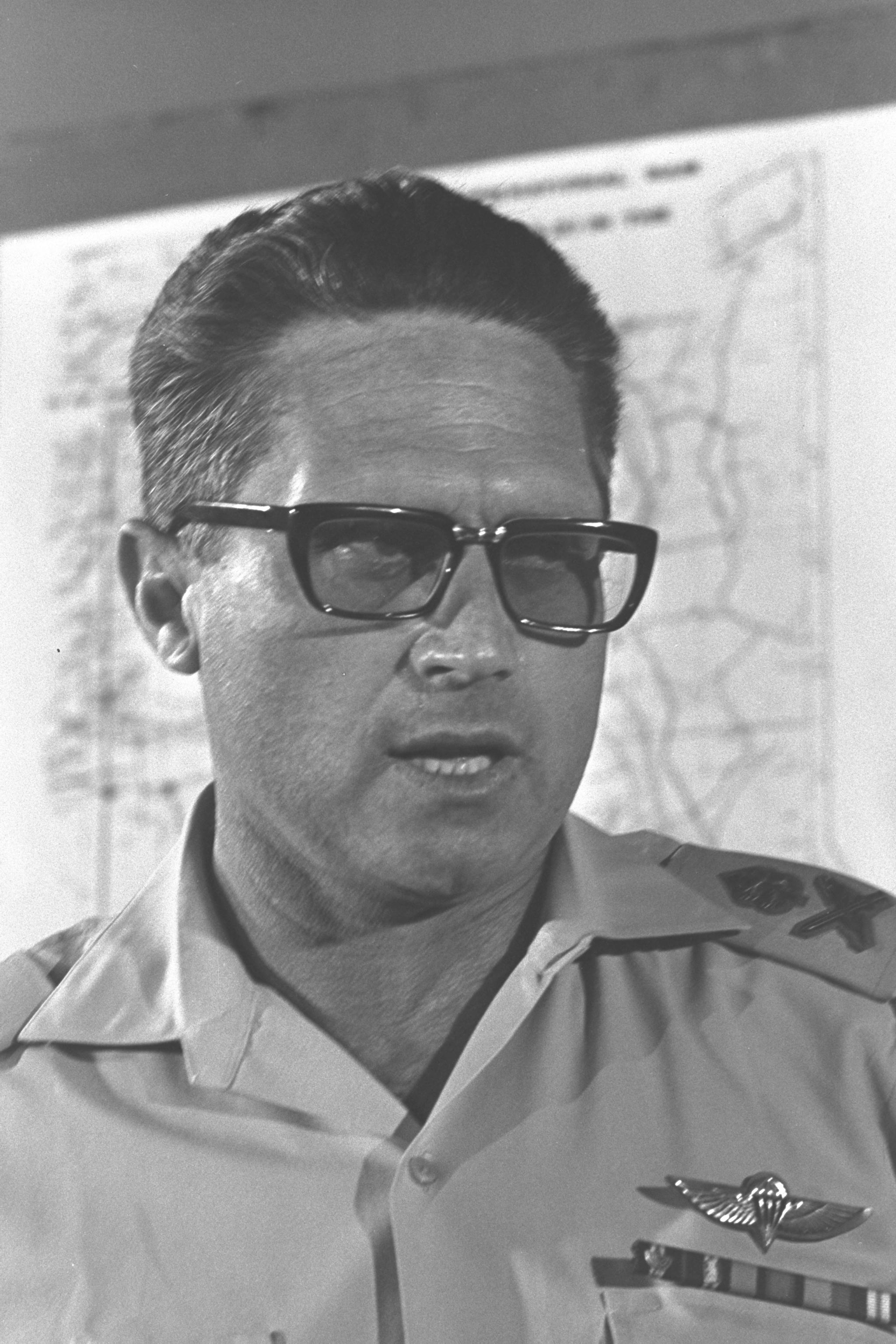
General-maior Aharon Iariv.
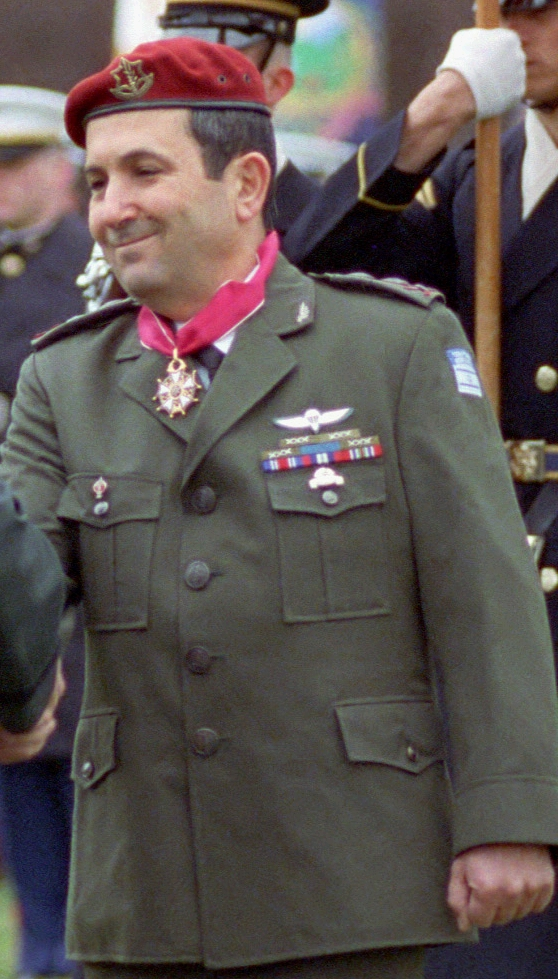
General de armată Ehud Barak.
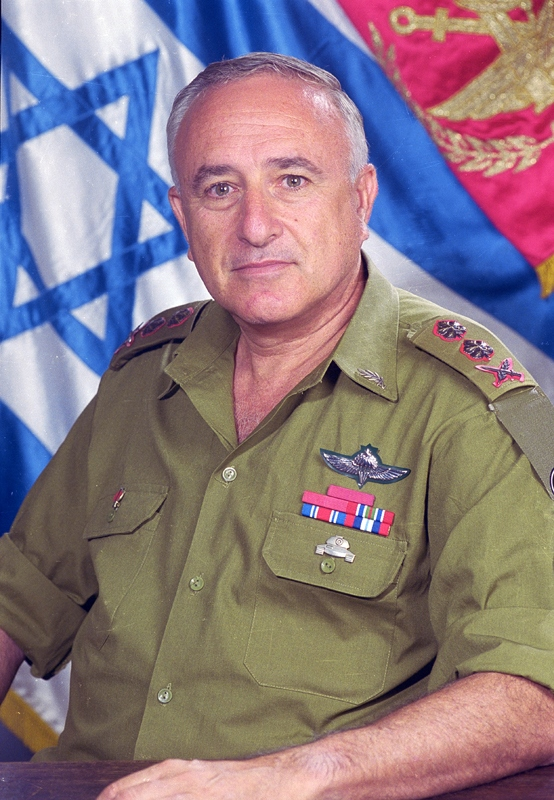
General de armată Amnon Lipkin-Șahak.
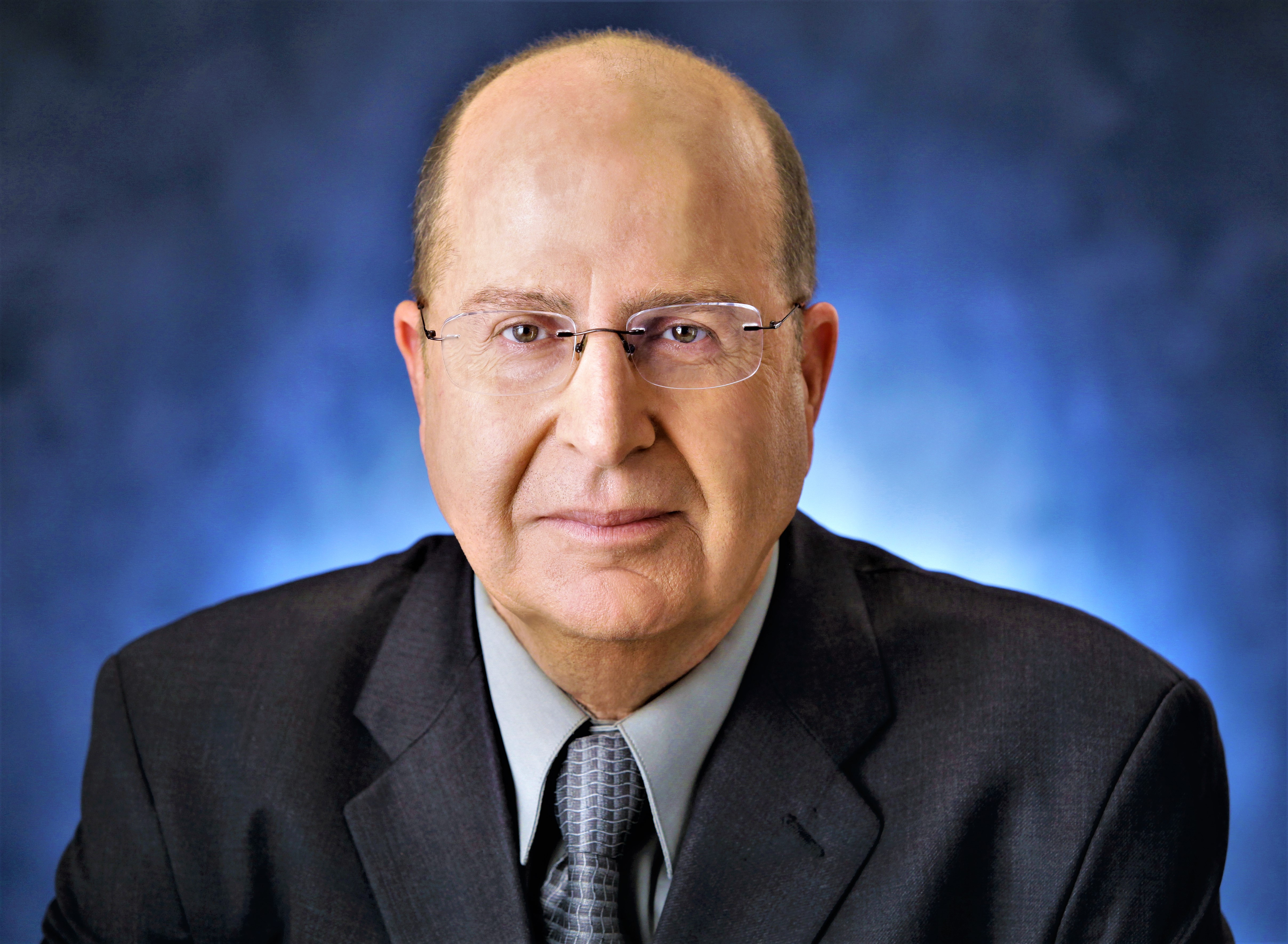
General de armată Moșe Iaalon.
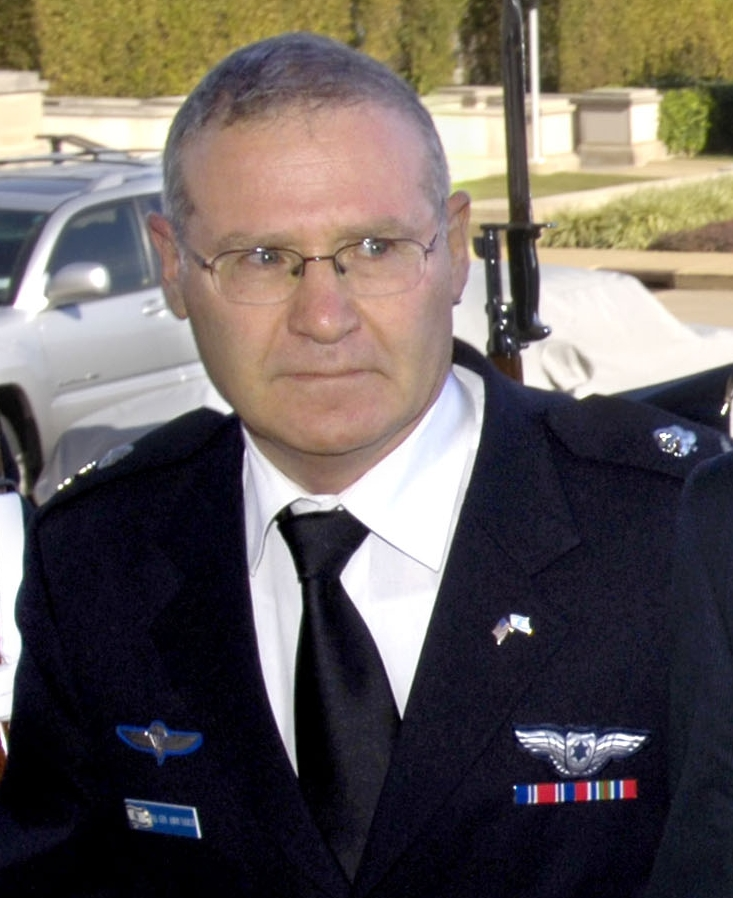
General-maior Amos Iadlin.